# Igor Sjesjukov
Igor Sjesjukov (russisk: Игорь Алексеевич Шешуков) (født 13. juli 1942 i Jekaterinburg i Sovjetunionen, død 1991 i Klaipėda i Litauen) var en sovjetisk filminstruktør.

## Filmografi
- Vtoraja popytka Viktora Krokhina (Вторая попытка Виктора Крохина, 1977)[1][2]